# 伍柳
伍柳（？年—？年），字菊偶，江西省安福縣人，順治十二年（1655年）乙未科進士。歷任四川省順慶府推官、永昌府知府。